# Comme un cheval fou (film)
Pour plus de détails, voir Fiche technique et Distribution.
Comme un cheval fou (驯马/馴馬, Xùnmǎ, littéralement «Apprivoiser le cheval») est un film documentaire chinois réalisé par Gu Tao, sorti en 2017.
Il est présenté au festival Visions du réel en 2017.
Il remporte la Montgolfière d'or au Festival des trois continents 2017.

## Synopsis
Dong, originaire de Mongolie-Intérieure, a émigré à Kunming, dans le Yunnan dans le Sud de la Chine. Ses aspirations sont en contradiction avec la vie moderne et consumériste.

## Fiche technique
- Titre original : 驯马/馴馬, Xùnmǎ
- Titre français : Comme un cheval fou
- Titre international : Taming the Horse
- Réalisation : Gu Tao
- Pays d'origine :  Chine
- Format : couleurs - 35 mm - 1,85:1 - Dolby Digital
- Genre : documentaire
- Durée : 118 minutes
- Date de sortie :
  - Suisse : 27 avril 2017 (Visions du réel)

## Distinctions

### Récompenses
- Festival des trois continents 2017 : Montgolfière d'or

### Sélections
- Visions du réel